# Rod Stewart
Roderick David „Rod“ Stewart, (* London, 10. siječnja 1945. - ) je britanski rock i pop pjevač. U svojoj dugoj karijeri imao je više #1 hitova poput; Maggie May, You Wear It Well, Sailing, Tonight's the Night (Gonna Be Alright), I Don't Want to Talk About It, Hot Legs, Da Ya Think I'm Sexy?, Downtown Train, Some Guys Have All the Luck, Young Turks, This Old Heart of Mine, Forever Young, My Heart Can't Tell You No i Rhythm of My Heart.

## Povijest
Školu je napustio s 15 godina, i radio kod oca na sitotisku, tad je i silno želio postati nogometaš i igrao je u klubu Brentford F.C, zbog toga je cijeli život bio vatreni navijač Škotske nogometne reprezentacije i kluba Celtic.
Stewart se glazbom počeo baviti ranih 1960-ih nastupajući kao pjevač u brojnim tadašnjim rock sastavima; Jimmy Powell and the Five Dimensions, The Hoochie Coochie Men ( sastav Long John Baldry-a), The Soul Agents, Shotgun Express, The Steampacket i The Jeff Beck Group.
1967. godine otpjevao je demo-inačicu pjesme In A Broken Dream za australski sastav Python Lee Jackson. Nakon prvih Stewartovih uspjeha 1970-ih, objavili su australci ploču 1972. s tim naslovom, ali nisu naveli Stewarta kao pjevača.
1969. godine postao je solo pjevač u novom sastavu Faces koji je osnovan od tri člana Small Faces i dva bivša člana Jeff Beck Group Ronnie Wooda i samog Rod Stewarta. Sastav se okrenuo više bluesu koji je odgovarao baršunasto hrapavom Stewartovu glasu i odmah privukao pažnju publike na sebe.
1969. godine izdao je Stewart svoj prvi solo album An Old Raincoat Won’t Ever Let You Down, u Sjevernoj Americi se zvao  The Rod Stewart Album. 1970. izdao je album Gasoline Alley. Tek nakon svojeg trećeg izdanog albuma Every Picture Tells A Story njegov status rock solista postao je neupitan. Status zvijezde potvrdio je i s istovremeno izdanom singl pločom Maggie May koja se 
ubrzo popela na #1 Britaniji i Sjedinjenim Državama. Gitarist Ron Wood puno je pomogao Stewartu kod skladanja pjesama za njegov prvi solo album, a sastav Faces kod uglazbivanja.
1975. godine izdao je veliki hit Sailing, a 1978. Da Ya Think I’m Sexy? pa zatim 1983. godine  Baby Jane. 1990. godine izdao je pjesmu Tom Waitsa Downtown Train koja je postigla osrednji uspjeh kod publike (#10 UK. 1991. godine albumom Vagabond Heart uspio se kvalitetom materijala vratiti u vrh. 1994. primljen je Rock kuću slavnih (Rock and Roll Hall of Fame)
2002. godine Stewart je izdao album s odabranim jazz - standardima pod nazivom It Had To Be You - The Great American Songbook. Nakon velikog uspjeha albuma i više platinastih nagrada koje je dobio, Stewart je objavio tri nove inačice s istim materijalom.
2007. godine za svoj doprinos u glazbi dobio je najviše britansko odličje Orden Britanskog carstva (Commander of the Order of the British  CBE.

### Bolest
1999. godine obolio je od raka štitnjače, te je u lipnju 2000. operiran. Operacija je zaprijetila uništiti njegov slavni hrapavi glas, ali je Stewart i onako nakon postoperativne terapije morao napustiti pjevanje po koncertima, danas je angažiran u zakladi „City Of Hope Foundation“, koja se bavi podrškom u istraživanju raka.

### Lista sastava
Tijekom svoje karijere Rod Stewart je bio član brojnih britanskih grupa, dolje je lista:
- Jimmy Powell and the Five Dimensions (1963)
- The Hoochie Coochie Men (1964–1965)
- Soul Agents (1965-1966)
- Shotgun Express (1966)
- The Jeff Beck Group (1966–1969)
- Faces (1969–1975)

## Diskografija

### Singl ploče
- 1968: Little Miss Understood
- 1971: Maggie May
- 1972: You wear it well
- 1972: What made Milwaukee Famous
- 1973: Oh no, not my baby
- 1974: Farewell/Bring it on home to me/You send me
- 1975: Sailing
- 1976: Tonight’s The Night (Gonna Be Alright)
- 1976: This old heart of mine
- 1976: Get back
- 1977: I don’t want to talk about it / The first cut is the deepest
- 1977: You’re in my Heart
- 1978: Hot legs
- 1978: Ole Ola
- 1978: Da ya think I’m sexy?
- 1979: Ain’t love a bitch
- 1980: Passion
- 1981: Tonight I’m yours (don’t hurt me)
- 1981: Young Turks
- 1983: Baby Jane
- 1983: What am I gonna do
- 1983: Sweet Surrender
- 1984: Infatuation
- 1984: Some guys have all the luck
- 1985: People get ready (zajedno s Jeff Beckom)
- 1986: Love touch
- 1986: Every beat of my heart
- 1986: Another Heartache
- 1987: Twistin the night away
- 1988: Lost in you
- 1988: Forever Young
- 1988: My Heart can tell you no
- 1989: Crazy about her
- 1989: I don’t want to talk about it (inačica iz 1989-ih)
- 1989: This Old Heart of mine (s Ronald Isley)
- 1990: Downtown Train
- 1990: It Takes Two (Duett With Tina Turner)
- 1991: Rhythm of my heart
- 1991: The Motown song
- 1991: Broken Arrow
- 1992: Tom Traubert’s Blues (Waltzing Matilda)
- 1993: Ruby Tuesday
- 1993: Shotgun wedding
- 1993: Have I told you lately? (unplugged)
- 1993: Reason to believe (unplugged)
- 1993: People get ready (unplugged)
- 1994: All for love (s Bryan Adams i Sting)
- 1995: You’re the star
- 1995: Lady Luck
- 1996: Purple heather (zajedno sa škotskom nogometnom reprezentacijom)
- 1996: So far away
- 1996: If we fall in love tonight
- 1996: When I need you
- 1998: Ooh La La
- 1998: When We Were The New Boys
- 1998: Rocks
- 1999: Faith of the heart (glazba za film „Patch Adams“)
- 2000: Run back into your arms
- 2001: I can’t deny it

### Albumi
- 1970: An Old Raincoat Won’t Ever Let You Down aka The Rod Stewart Album
- 1970: Gasoline Alley
- 1970: First Step (The Faces)
- 1971: Every Picture Tells A Story
- 1971: Long Player (The Faces)
- 1971: A Nod’s As Good As A Wink… To A Blind Horse (The Faces)
- 1972: Never A Dull Moment
- 1973: Sing It Again Rod (best of)
- 1973: Ooh La La (The Faces)
- 1974: Smiler
- 1974: Coast To Coast… Overtures And Beginners (The Faces live)
- 1975: Atlantic Crossing
- 1976: A Night On The Town
- 1976: Snakes And Ladders - The Best Of Faces (The Faces)
- 1977: Foot Loose & Fancy Free
- 1978: Blondes Have More Fun
- 1979: Greatest Hits
- 1980: Foolish Behaviour
- 1981: Tonight I’m Yours
- 1982: Absolutely Live
- 1983: Body Wishes
- 1984: Camouflage
- 1986: Every Beat Of My Heart
- 1988: Out Of Order
- 1989: The Best Of Rod Stewart
- 1990: Storyteller - The Complete Anthology
- 1991: Vagabond Heart
- 1993: Lead Vocalist
- 1993: Unplugged …And Seated (unplugged - with special guest Ronnie Wood)
- 1995: A Spanner In The Works
- 1996: If We Fall In Love Tonight
- 1998: When We Were The New Boys
- 2001: Human
- 2002: It Had To Be You… The Great American Songbook
- 2003: As Time Goes By… The Great American Songbook Vol. II
- 2004: Stardust… The Great American Songbook Vol. III
- 2005: Thanks For The Memory… The Great American Songbook, Vol IV
- 2006: Still The Same… Great Rock Classics Of Our Time
- 2009: Soulbook
- 2010: Once in a Blue Moon: The Lost Album
- 2010: Fly Me to the Moon... The Great American Songbook Volume V
- 2012: Merry Christmas, Baby
- 2013: Time
- 2015: Another Country
- 2018: Blood Red Roses
- 2021: The Tears of Hercules
- 2024: Swing Fever with Jools Holland

## Vanjske poveznice
- | Logotip Zajedničkog poslužitelja | Zajednički poslužitelj ima stranicu o temi Rod Stewart |
- Službene stranice  Arhivirana inačica izvorne stranice od 25. lipnja 2007. (Wayback Machine)
- Stranice kluba obožavatelja Rod Stewarta